# Вьйо Пане
Вьйо Пане (фр. Vieux Pané) — м'який французький сир, що виготовляється з пастеризованого коров'ячого молока. Виготовляються фабричним способом компанією Bongrain в департаменті Майєн. Має миту скоринку оранжевого кольору. Має делікатний аромат і злегка пікантний смак.
Сир «Вьйо Пане» зріє 2 тижні. Головка круглої форми має діаметр 25 см заввишки 3,5 см і вагу 2,3 кг.
До сиру «Вьйо Пане» підходить вино з винограду сортів шардоне або совіньон блан.